# Кадрі Роші
Кадрі Роші (4 січня 1924 — 6 лютого 2007) — албанський актор. Народний артист Албанії.

## Вибіркова фільмографія
- Тана (1958)
- Пристрасть (1983)